# SUW 2000
SUW 2000 – opracowany na początku lat 90. XX wieku przez inż. Ryszarda Suwalskiego z ZNTK w Poznaniu system automatycznej zmiany rozstawu kół do przestawiania wagonów z rozstawu szerokotorowego na normalnotorowy i odwrotnie.
Testowe stanowisko mieści się na stacji Zamość Bortatycze i jest połączone z linią LHS, a stanowisko używane w ruchu znajduje się na ukraińskiej stacji Mościska (przejście graniczne Medyka – Mostiska). Nieużywane w ruchu pasażerskim stanowisko znajduje się także na stacji granicznej w litewskiej Mockawie (pociągi kursują po nowo wybudowanej normalnotorowej trasie kolejowej do Kowna).
Następcą systemu SUW 2000 jest Polsuw.